# アリー・ムハンマド・ヴァルカー
アリー・ムハンマド・ヴァルカー （1911年 - 2007年9月22日、アラビア語: دكتور علي محمد ورقا）は、バハイ信教の重要人物の一人である。彼はバハイ信教を国際規模で広め、守護していくために任命された「神の大業の翼成者」のメンバーの中でもっとも長生きした人物である。 
ヴァルカーは1911年にイランのテヘランで有名なバハイの家庭に生まれた。彼がその名を受け継いだ祖父は、バハイ信教の創始者バハオラの使徒の一人であり、彼の父であるヴァリーユッラーフ・ヴァルカーは「神の大業の翼成者 」のメンバーであった。
ヴァルカーはパリに移住し、ソルボンヌ大学で学んだ。1950年に博士号を取得すると、彼はイランに戻りテヘラン大学とタブリーズ大学で教鞭をとった。 この間、彼はイランのバハイ共同体における様々な実務機関で活動を行った。
彼の父親の死後、1955年の11月15日にヴァルカーはバハイ信教の守護者であるショーギ・エフェンディにより「神の大業の翼成者 」に任命された。 彼はこの役職を2007年に死ぬまでの52年間務め、そして同じ役職にあったものの中では最後まで生き残った。彼は自分に与えられた職務の一環として多くの国をめぐり、ベルギーや中央アフリカ共和国を含めた多くの国で最初のバハイ信教の国家協定を結んだ。彼はまた、1955年から父親がかつてそうであったのと同様、ホゴゴラの受託者を勤めた。 
1979年に彼はカナダに移住し、後にバハイ信教の本部があるイスラエルのハイファに移った。彼は2007年の9月22日にハイファで没し、遺体はその地のバハイの墓地に葬られた。

## 注記
1. 1 2 3 4  “Baha'i world loses most distinguished member” (2007年9月24日). 2007年9月24日閲覧。
2. ↑  Effendi, Shoghi (1971). Messages to the Baha'i World: 1950-1957. Wilmette: Bahá'í Publishing Trust. ISBN 0877430365